# Шалоболинский сельсовет
Шалоболинское сельское поселение — сельское поселение Курагинского района Красноярского края (Россия).
Административный центр — село Шалоболино.

## Население
| 2010 | 2012  | 2013  | 2014  | 2015  | 2016  | 2017  |
| ---- | ----- | ----- | ----- | ----- | ----- | ----- |
| 1336 | ↘1296 | ↘1292 | ↗1296 | ↘1294 | ↘1252 | ↗1268 |

На 1.01.2011 в Шалоболинском сельском поселении числилось 1595 чел., в 2009 году было 1679 человек.

## Состав сельского поселения
В состав сельского поселения входят 4 населённых пункта:
| № | Населённый пункт | Тип населённого пункта       | Население |
| - | ---------------- | ---------------------------- | --------- |
| 1 | Ильинка          | деревня                      | 123       |
| 2 | Курганчики       | деревня                      | 417       |
| 3 | Усть-Шушь        | посёлок                      | 28        |
| 4 | Шалоболино       | село, административный центр | 768       |

## Местное самоуправление
Шалоболинский сельский Совет депутатов
Дата избрания: 14.03.2010. Срок полномочий: 5 лет. Количество депутатов: 10
Глава муниципального образования
- Мелешко Геннадий Семенович. Дата избрания: 14.03.2010. Срок полномочий: 5 лет

## Достопримечательности
В поселении находится объект археологического наследия «Шалоболинская писаница» в деревне Ильинка.